# 마아야 키호
마아야 키호(일본어: 真彩 希帆 まあや きほ[*], 7월 7일 - )는 일본의 가수이자 배우이다. 전 다카라즈카 가극단 유키구미 톱여역이다.
사이타마현 와라비시, 칸토국제고등학교 출신이다. 키 164cm, 혈액형 A형, 애칭은 "마아야", "키이짱", "키-양", "낫짱", "마아야키"이다.

## 약력
2010년, 다카라즈카 음악학교에 입학하였다.
2012년, 다카라즈카 가극단 98기생으로 입단. 입단 당시 성적은 11등이다. 소라구미 「화려한 나날 / 크라이 맥스」로 초무대를 하였다.
2013년, 구미마와리를 거치고 하나구미에 배속되었다.
2014년 11월 17일자로 호시구미로 이동되었다.
2016년, 「스즈란」으로 바우홀 공연 첫 히로인을 맡았다. 이어, 「박쥐」에서 신인공연 첫 히로인을 맡았다.
2017년, 「타오르는 바람」으로 2번째 바우홀 공연 히로인을 맡았다. 같은 공연 천추락 다음날인 1월 24일자로 유키구미로 이동되었고, 7월 24일자로 유키구미 톱여역에 취임하였다. 노조미 후토의 상대역으로, 「빛이 내리는 거리／SUPER VOYAGER!」로 톱콤비 대극장 오히로메를 하였다. 노조미 역시 하나구미 출신으로, 하나구미 출신 톱콤비가 되었다. 또한, 초무대는 소라구미였고, 구미마와리에서 츠키구미에 출연, 하나구미 배속 후, 호시구미, 유키구미로 이동을 거쳤기 때문에, 입단 6년차에 5개 조 전 조에 출연을 완수했다.
2018년, 「팬텀」 재연에서는 오페라좌를 목표로 하는 가희 크리스틴을 연기했다. 하나구미 시절에는 TAKARAZUKA SKY STAGE의 방송에서 이 작품의 명곡인 「Home」을 노조미와 듀엣으로 불른 적이 있었기 때문에, 기이하게도 톱콤비로서 다시 노래를 선보이게 되었다.
2021년 4월 11일, 「fff／실크로드」 도쿄 공연 천추락을 기해, 노조미 후토와 함께 다카라즈카 가극단을 퇴단하였다. 코로나-19의 영향으로, 공연 휴연에 의한 스케줄 변경에 의해, 원래 예정보다 반년 늦게 퇴단하게 되었다. 노조미와의 콤비는 극단 제일의 가창력을 자랑하며, 다카라즈카를 대표하는 하모니로 평가받고 있다.
퇴단 후에는 무대를 중심으로 활동을 하고 있다.

## 인물
5자매의 4녀이다.
초등학교 2학년 때, 어린이 뮤지컬을 본 것을 계기로 시민 뮤지컬 극단에 소속했었다.
초등학교 4학년 때, 유키구미 공연 「스사노오／다카라즈카 글로리!」로 처음 다카라즈카를 관람했다가 충격을 받았다. 그 후, 다카라즈카의 남역을 동경해, 진짜 남자를 목표로 하기위해, 날마다 남자로서 살기 위한 연구를 거듭하게 되었다.
중학교에 입학해, 어린이 뮤지컬에서는 남역을 연기하고 있었다. 동아리는 미술부에 들어가 있었다. 여자로부터 절대적인 인기를 자랑해, 학교 축제에서 "가쿠란을 입어줘"라고 들었고, 여자를 다돌리고 교내를 활보하였다. 중학교 3학년이 되어, 다카라즈카 수험을 위한 스쿨에 다니기 시작했다.
첫번째 수험은 남역 지망으로 응시했지만, 키가 작아 불합격을 직감하였다. 그 후, 고등학교에 진학하여 여역이 될 결심을 하고, 당돌하게 이미지 체인지를 꾀했다. 머리를 기르고, 머리띠를 하고, 얌전하고, 말수가 적어, 중학교 시절을 모르는 동급생들에게 "카츄샤짱"이라는 별명을 얻게 되었다. 이번에는 남학생들로부터 열렬한 어프로치를 받았지만, 다카라즈카에 들어가고 싶은 일념으로 일절 다가오는 접근을 거절했고, 2번째 수험에 여역 지망으로 도전했다.
수험 당일 대기실 한가운데서 수험곡을 부르면 합격한다는 징크스를 들었기 때문에, 다른 학생이 있는 앞에서 松島音頭를 열창했다. 노래 선생님의 어드바이스로 자작 종이 연극을 지참해, 실전에서는 시험관 앞에서 안무를 하며 노래를 불렀다.
동경하는 상급생은 시로키 아야카이다.
예명의 유래는 신세를 진 사람으로부터 한 글자를 받아 자신의 진실을 채색하고 희망의 돛을 내걸고 나아간다(自分の真実を彩り、希望の帆を掲げて進む)는 의미를 담았다.

## TV출연
- 2019년 7월, 후지테레비 『2019 FNS 노래의 여름축제』

## 수상이력
- 2016년, 『한큐스미레회 팬지상』 - 신인상
- 2019년, 『한큐스미레회 팬지상』 - 여역상
- 2020년, 『다카라즈카 가극단 연도상』 - 2019년도 우수상